# Joint Tactical Radio System

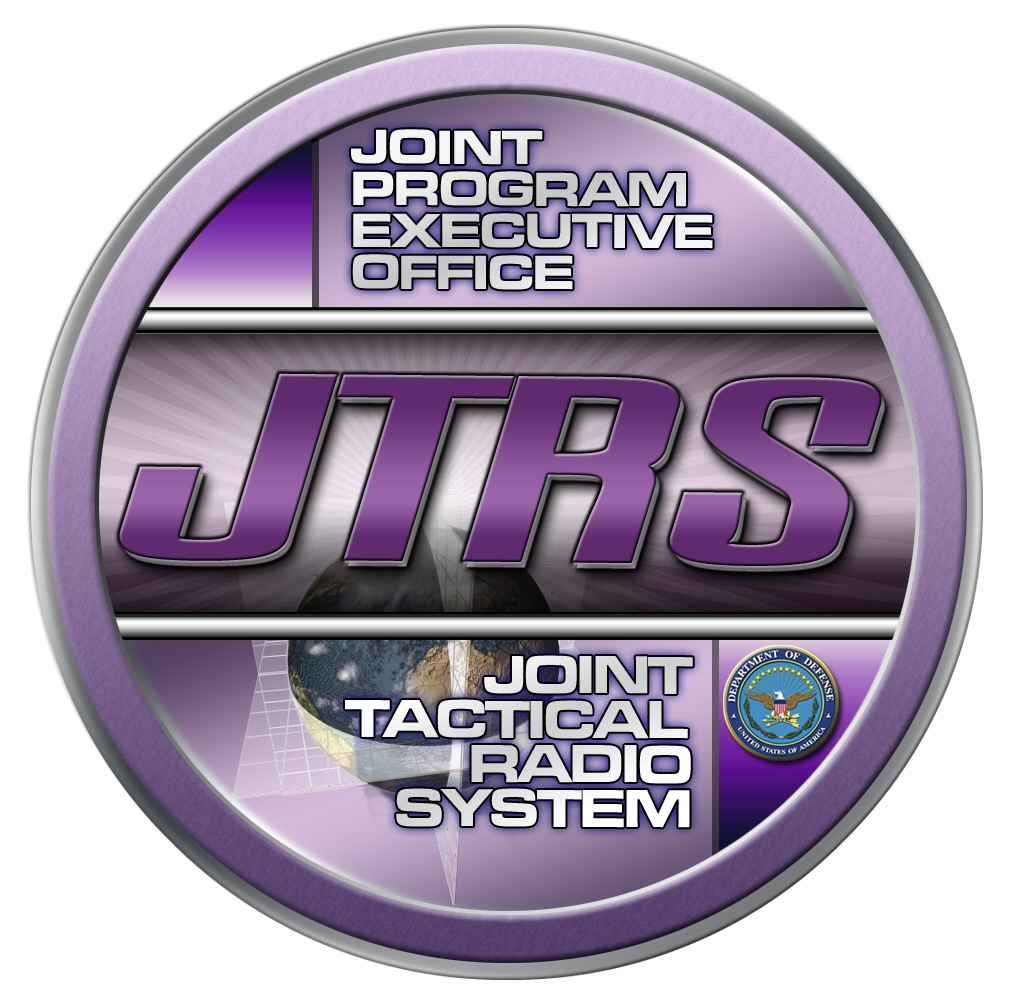

Le Joint Tactical Radio System (JTRS) est un programme développé par le département de la Défense des États-Unis, en 1997 pour remplacer 25 à 30 familles de systèmes radio utilisés par les forces armées américaines dans le but de rendre interopérables l’ensemble des systèmes de transmissions radio. Devant à l'origine être intégré dans le programme Future Combat System (en) qui a été annulé, le JTRS est un système basé sur le principe de radio logicielle et utilisant les technologies les plus modernes. Le but à long terme est d'être le cœur des réseaux hertziens du futur et ainsi d'obtenir une liaison de données tactiques unique et largement interopérable. Le JTRS se présente pour la majorité des systèmes comme une unité remplaçable en ligne qui pourra remplacer le système radio déjà existant.

## Principe du JTRS
Le JTRS est défini par l'armée américaine comme le cœur des futurs systèmes de réseaux centrés, en effet toutes les informations transiteront par le module JTRS. Le JTRS est une classe de radios logicielles destinées à se substituer à une vaste gamme de radios militaires conventionnelles répondant à différentes normes et utilisant différentes fréquences fixes. Basé sur cette technologie, le JTRS est prévu de fonctionner davantage comme un
ordinateur que comme une radio conventionnelle et pourra être amélioré et modifié pour fonctionner avec les autres systèmes de communication par la mise à jour du standard du logiciel. Le JTRS va fonctionner en intégrant les nombreuses formes d'ondes utilisées actuellement par les militaires et des organismes civils, et incorporer de nouvelles formes d'onde qui sont actuellement à l’étude. Ce système est basé sur l'architecture logicielle de communications (en), colonne vertébral du projet JTRS.
Couvrant le spectre de fréquence de 2 à 2 000 MHz, le JTRS sera un système sans fil capable de transmettre voix, vidéo et données à haut débit. Le système fournira des postes de radio tactiques qui pourront inclure des routeurs, commutateurs et autres composants de réseaux (fonctions intégrante de l'ensemble et configuré pour répondre à la diversité de l'hôte). Ces postes seront adaptables sur d’anciens systèmes comme le MIDS JTRS de la liaison 16 par exemple ou seront utilisables directement comme moyen de communication. Le programme JTRS est d’ailleurs développé en quatre segments qui étudient chacun des besoins spécifiques.

## Capacité évolutive du JTRS
Les composants du JTRS seront évolutifs et les coûts seront spécifiques aux
besoins opérationnels. Le système JTR fournira la capacité de croissance grâce à son
architecture qui se veut ouverte et qui permettra d'insérer la nouvelle technologie et
ainsi de faire face à l’évolution sans cesse grandissante. Les ingénieurs prévoient que
des améliorations pourront être apportées dans six domaines au cours du temps. La
technologie du JTRS étant très complexe, nous nous bornerons à énumérer les domaines
d’évolution sans les expliciter.
Les améliorations pourront s’effectuer au niveau de la bande passante et l'utilisation du
spectre de fréquence, l’utilisation de l'énergie, la technologie d'antenne, la puissance de
traitement, la mise en réseau, et la modularité.

## L’avancement dans l’interopérabilité
L'utilisation systématique des systèmes d'information et de communication ainsi que le développement de doctrines telles que la NCW18 conduit inévitablement à la mise en avant de projets comme le JTRS. Aujourd'hui certains termes comme « info-valorisation du champ de bataille » ou d’« opération conjointe » sont des raisons d'être du JTRS.
Mais on constate que tous ces termes et doctrines ont en fait trop d'avance sur les technologies que possèdent les Américains. En effet tous les systèmes ne peuvent communiquer entre eux et échanger un grand volume d'informations rafraîchies aussi
simplement que dans les textes qui définissent les besoins. Sur le champ de bataille on observe une disparité entre les différentes composantes terre, air et mer avec ainsi une centralisation des plateformes. Le JTRS, avec la souplesse de la radio logicielle,
propose une grande compatibilité des systèmes entre eux, optimisant ainsi le potentiel de chacun.

## Conclusion
Le projet JTRS a donc pour but de fournir une famille la plus complète possible de systèmes radio capables de supporter une large bande de formes d'ondes afin d'être intégré dans des opérations militaires avec des acteurs différents. Le JTRS est capable de transmettre, de recevoir et de servir de passerelle entre les différents protocoles, formes d'ondes, etc., et des services tels que la voix, les données et la vidéo. Cette radio logicielle permet d'optimiser les liens entre les centres de commandements et les unités opérationnelles tout en étant basé sur des radios existantes.
L'interopérabilité est le maître mot du projet JTRS. Ce projet permet de réunir des acteurs différents dans un même réseau centré. Ce projet réalisé en collaboration avec les militaires et les industriels américains s'impose naturellement comme le prochain système de télécommunication. En effet, il a toutes les qualités que l'on attend pour ce type de système, le JTRS a relevé la majeure partie des challenges et la restructuration de 2005 ne l'a pas amputé de ses fonctions principales.